# Servelle-Martorell-Syndrom
Das Servelle-Martorell-Syndrom ist eine sehr seltene Gefäßmissbildung (Angiodysplasie) mit angeborenen überwiegend venösen Hämangiomen mit umschriebenem Überwuchs (Hypertrophie) der Weichteilgewebe und Unterentwicklung (Hypoplasie) der Knochen, aber ohne Arteriovenöse Fisteln.
Synonyme sind: Angiodysplasie, osteohypoplastische phlebektatische; Servelle-Martorell-Syndrom; Angiomatosis osteolytica; Hämangiomatose osteolytische; Osteolytische Hämangiomatose; englisch Angio-osteohypotrophic syndrome
Es wird vermutet, dass Bockenheimer-Syndrom synonym zum Servelle-Martorell-Syndrom ist.
Die Bezeichnung bezieht sich auf die Erstautoren der Erstbeschreibung aus dem Jahre 1948 durch die französischen Ärzte M. Servelle und P. Trinquecoste sowie eine Beschreibung aus dem Jahre 1962 durch die spanischen Ärzte F. Martorell und J. Monserrat.

## Verbreitung
Häufigkeit und eventueller Erbgang sind nicht bekannt.

## Ursache
Möglicherweise liegen der Erkrankung Mutationen im RASA1-Gen auf Chromosom 5 Genort q14.3 zugrunde, welches für den RAS p21 PROTEIN ACTIVATOR 1 kodiert.

## Klinische Erscheinungen
Klinische Kriterien sind:
- Manifestation im Kindesalter
- Betroffene Extremitäten sind meist verkürzt, deformiert, schmerzhaft und geschwollen
- typischerweise sind nur einzelne oder mehrere Abschnitte der Extremität verändert
- Hypotrophie der Muskulatur und des Knochens
- häufig ist der Oberarm betroffen

## Diagnose
Typischerweise finden sich sinusartige Erweiterungen oberflächlicher Venen kombiniert mit Hypoplasie des Knochens (angio-osteohypotrophic syndrome), eine Beteiligung von Arterien ist ungewöhnlich.

## Differentialdiagnostik
Abzugrenzen sind das Klippel-Trénaunay-Weber-Syndrom und das Sturge-Weber-Syndrom, bei denen üblicherweise eine Hypertrophie des Knochens vorliegt.

## Therapie
Die Behandlung erfolgt zumeist konservativ. Bei ausgeprägter Aneurysmabildung oder AV-Shunts kommen operative Maßnahmen infrage.